# NGC 7383
NGC 7383 ist eine Balken-Spiralgalaxie vom Hubble-Typ SBb im Sternbild Pegasus am Nordsternhimmel. Sie ist schätzungsweise 362 Millionen Lichtjahre von der Milchstraße entfernt und hat einen Durchmesser von etwa 85.000 Lichtjahren.
Im selben Himmelsareal befinden sich u. a. die Galaxien NGC 7385, NGC 7386, NGC 7387, NGC 7389.
Das Objekt wurde am 27. November 1850 von Bindon Blood Stoney entdeckt.